# 森田流
森田流（もりたりゅう）は能楽笛方の流儀。かつては千野流（ちのりゅう）、玄笛流（げんてきりゅう）などとも称した。

## 解説
名人笛彦兵衛（檜垣本彦兵衛）を芸祖とし、千野与一左衛門、牛尾玄笛と相伝して流祖森田庄兵衛光吉（1597年～1632年）が一家を成し、徳川家康に抱えられた。江戸時代には観世流の座付として活動するが、明治39年に森田初太郎が没して後は宗家が絶えた。現在の宗家預かりはシテ方観世流宗家。
四座筆頭の観世流座付であるところから、江戸時代には幕府、紀州藩をはじめとして諸藩に森田流の役者が抱えられていた。このため芸系が早くに分かれ、家ごとに独自の譜や指遣いを持つなどしたことが、かえって維新後の多難な時期にあっては幸いした。宗家絶家後に活躍した役者としては、森田操・森田光風ら分家の役者の他、森本登喜、杉市太郎、寺井政数などがいる。
一噌流や藤田流と比較すると息の吹き込みが柔らかく、丸い音色を持つのが特色。芸系は大きく江戸系と上方系に分類できるが、上方系では添え指による装飾音を多用する傾向がある。